# Hypomicrogaster loretta
Hypomicrogaster loretta är en stekelart som beskrevs av Nixon 1965. Hypomicrogaster loretta ingår i släktet Hypomicrogaster och familjen bracksteklar. Inga underarter finns listade i Catalogue of Life.